# 王士杰
王士杰（1919年—），中華民國大陸時期及台湾政治经济要人，外交家。浙江奉化人。

## 生平
生于浙江奉化县（今宁波市奉化区）。早年毕业于中华民国陆军军官学校（黄埔军校第六期）炮兵科。毕业后在国军中任职，长达十余年。

### 台湾时期
1950年，赴台湾，从政界隐退，转入工商业，在台多个“官办企业”担任要职，是台湾实业界名人。
1960年，出任台湾经济部工矿计划联系组专员、技正。任上负责主持台湾各类轻工业及加工工业的产业布局，研究，规划和发展。曾主持创设工业职业训练协会，并担任协会首任总经理，是建立台湾职业训练制度的先驱，极大促进提高了台湾劳动阶层的文化素养与技术资质。1970年11月6日，奉命以中華民國（台湾）首席代表身份，率团共计14人，赴日本東京，參加了第19屆國際職業練競賽大會。1971年，再次代表台湾率团赴西班牙马德里参加国际業工藝技能競賽。
1973年，出任宝祥公司总经理。之后先后任职有：
- 台湾中国生产力公司总经理，
- 台湾中国基督教信友工商协进会理事长，
- 工业职业教育学会常务理事，
- 中韩经济协进会委员兼秘书长，
- 台湾教育部改进工业教育规划小组委员。

## 外部资料
- 國家文化資料庫：工業職訓練協會總經理王士杰赴西班牙[永久]（视频收藏）

## 延伸阅读
[在维基数据编辑]
 《明史卷二百九十五》，出自《明史》